# Нижняя Печеньга (Вологодская область)
Нижняя Печеньга — деревня в Тотемском районе Вологодской области.
Входит в состав Медведевского сельского поселения, с точки зрения административно-территориального деления — в Нижнепеченьгский сельсовет.
Расположена к юго-востоку от автодороги А123, на берегах реки Нижняя Печеньга. Расстояние до районного центра Тотьмы по автодороге — 55 км, до центра муниципального образования посёлка Камчуга по прямой — 22 км. Ближайшие населённые пункты — Коченьга, Леваш, Михайловка.
По переписи 2002 года население — 37 человек (18 мужчин, 19 женщин). Всё население — русские.
В 1999 году внесена в реестр населённых пунктов Вологодской области под названием Нижняя Печенга. Изменение в реестр внесено в 2001 году.